# Padrón Real

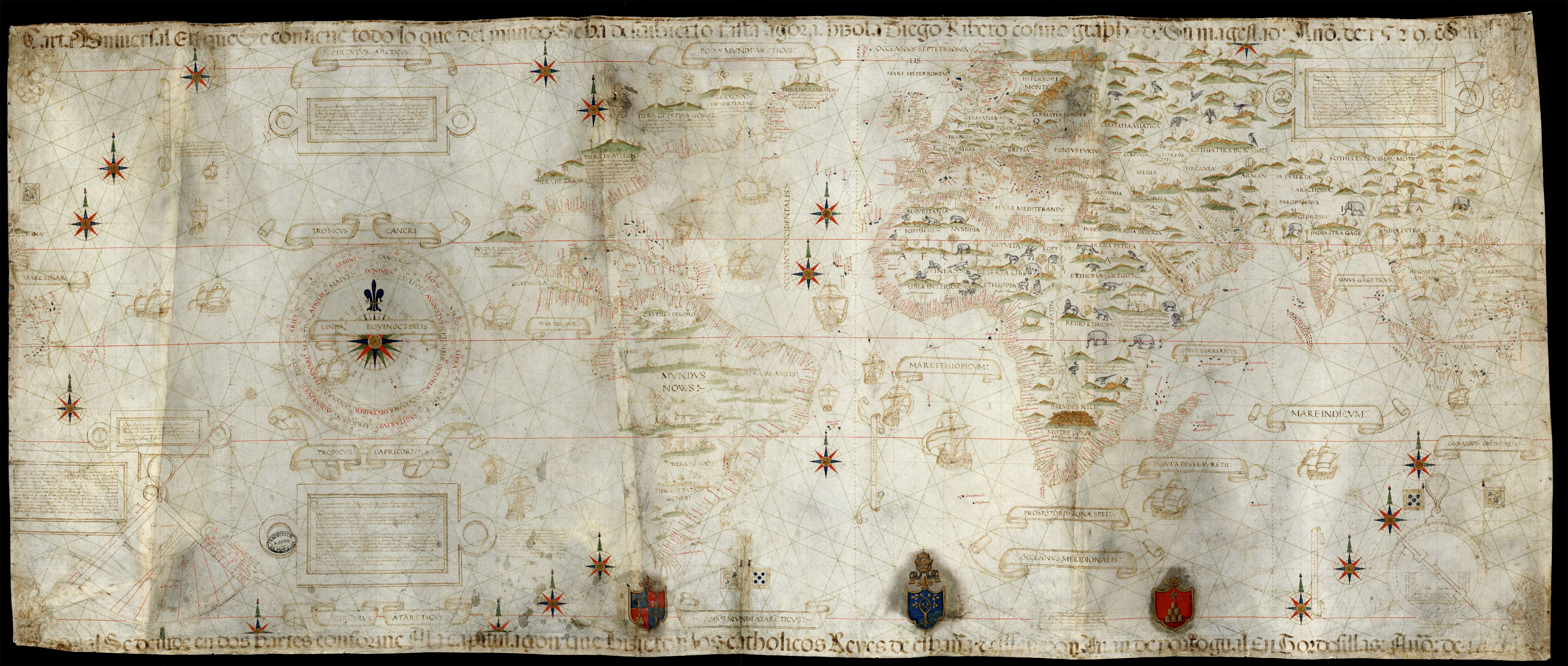
Il "Planisfero di Propaganda Fide", donato a Papa Clemente VII da Carlo V d'Asburgo nel 1529, oggi nella Biblioteca Vaticana, copia del Padrón Real

Il Padrón Real (dal 1527 Padrón General) era la principale carta geografica spagnola, ufficiale e segreta, utilizzata come modello per le carte geografiche e nautiche che si trovavano a bordo di tutte le navi spagnole durante il XVI secolo. La redazione e aggiornamento della carta avveniva a Siviglia a cura della Casa de Contratación. I piloti delle navi spagnole erano obbligati ad utilizzare una copia della carta ufficiale, sotto pena di una multa di 50 dobloni. 
Probabilmente una copia di grandi dimensioni era appesa al muro dell'antico Alcázar di Siviglia. Molti cartografi ufficiali e piloti contribuirono alla sua realizzazione, fra i quali Amerigo Vespucci, Sebastiano Caboto, Alonso de Santa Cruz e Juan López de Velasco.

## Storia
Prima di intraprendere il suo ultimo viaggio, Amerigo Vespucci fu invitato nel 1507 a partecipare come cartografo esperto alla Junta de Burgos, insieme a Vicente Yáñez Pinzón, Juan de la Cosa e Juan Díaz de Solís. Nel febbraio successivo si tenne la riunione alla presenza del re Ferdinando il Cattolico. In tale occasione si decise di riprendere i piani di esplorazione del "Nuovo Mondo", ed in particolare quelli riguardanti il passaggio a sud. Il Re commissionò a Yáñez Pinzón e a Díaz de Solís la ricerca della rotta verso le "isole delle Spezie". Vespucci avrebbe voluto organizzare una spedizione propria prima possibile, tuttavia alla riunione si stabilì che avrebbe svolto un nuovo ruolo che lo avrebbe tenuto a terra: re Ferdinando lo nominò «Piloto mayor de Castilla», alle dipendenze della recentemente fondata Casa de Contratación, l'organismo incaricato di promuovere e regolare il commercio e la navigazione con il Nuovo Mondo. La funzione di Vespucci sarebbe stata quella di insegnare l'arte della navigazione (in particolare l'uso del quadrante e dell'astrolabio), la cosmografía e pilotaggio nella nuova scuola navale della città; nonché di ispezionare gli strumenti di navigazione e investigare sui problemi relativi all'attività. 
Inoltre, aveva la responsabilità dei registri cartografici e idrografici, dal momento che rappresentava un compito centrale dell'istituzione la redazione del Padrón Real, la carta su cui figuravano tutte le nuove scoperte. 
Questo fu l'inizio di un'impresa che fu costantemente migliorata dalla prima versione del 1508. Tutte le navi che tornavano dovevano informare di tutti i dettagli sulle nuove terre o scoperte che avessero fatto alla Casa de Contratación, insieme alle latitudini e longitudini. Gli ufficiali della nave facevano le loro dichiarazioni sotto giuramento. I piloti della Casa de Contratación tracciavano le informazioni sulle loro carte. Quando una nuova neve salpava, le si commisuravano le carte copiandole dalla carta matrice, il Padrón Real, poi Padrón General. 
Diego Ribero entrò al servizio degli spagnoli nel 1518 elaborò varie versioni della carta, fra il 1525 ed il 1532, basandosi sui dati ottenuti dalla circumnavigazione del mondo di Ferdinando Magellano e dalle esplorazioni spagnole in America del Nord. Altre revisioni della carta reale furono dirette dai cartografi reali Alonso de Chaves nel 1536 e Alonso de Santa Cruz nel 1542.
Quasi nessuna di queste carte è giunta fino a noi, tuttavia furono fatte delle copie d'occasione per principi e dignitari stranieri, e alcune di esse esistono ancora. Ad esempio, presso la Biblioteca Laurenziana di Firenze c'è una carta chiamata Planisfero Salviati che si ritiene essere una copia del Padrón Real. Questa carta fu probabilmente donata nel 1526 dall'imperatore Carlo V al cardinal Giovanni Salviati, legato apostolico di Papa Clemente VII. Presso la Biblioteca Estense di Modena si trova il Planisfero Castiglioni, il cui titolo completo è Carta del Navegare universalissima et diligentissima, donata da Carlo V a Baldassarre Castiglione nel 1525. 
Altre copie di questo mappamondo furono date a vari principi tedeschi. Nella Biblioteca Granducale di Weimar si trovano due copie, la Mundus Novus, del 1527 e quella del 1529. Un'altra copia, del 1530 è conservata a Wolfenbüttel.
Ma l'esemplare più impressionante del Padrón Real è il Planisfero di Propaganda Fide,
che ora si trova presso la Biblioteca Vaticana e fu consegnato a Papa Clemente VII dall'Imperatore nel 1529. 
All'inizio il  Padrón Real era simile alla carta principale segreta portoghese, il Padrão Real, elaborato dalla organizzazione portoghese della Casa da India o Casa de la India, che era stata fondata a Lisbona nel 1500 (o 1501) e durò fino al 1755.

## Cartografi
Questa impresa era un compito enorme e fu presa molto sul serio, dal momento che senza un valido aiuto alla navigazione, la capacità della Spagna di sfruttare e beneficiare delle sue scoperte sarebbe stata limitata. La Casa de Contratación aveva al suo servizio un gran numero di cartografi e navigatori (piloti), archivisti, redattori e conservatori di atti, amministratori e altro personale coinvolto nella produzione e gestione del Padrón Real. 
Amerigo Vespucci, che fece almeno due viaggi verso il Nuovo Mondo, fu un pilota che lavorò per la Casa de Contratación fino alla morte nel 1512. Nel 1508 fu creata per lui la nuova carica di "piloto mayor" (capo della navigazione), che aveva la responsabilità di formare i nuovi piloti per i viaggi oceanici. Suo nipote Juan Vespucci ereditò dallo zio le carte e gli strumenti nautici e fu nominato anche lui pilota ufficiale del governo spagnolo a Siviglia. Nel 1524 Giovanni fu nominato "esaminatore dei piloti" al posto di Sebastiano Caboto. 
Negli anni Trenta e Quaranta del Cinquecento fra i principali cartografi (o, come si diceva allora, cosmografi) che lavoravano nella Casa de Contratación a redigere il Padrón General ci furono Alonso de Santa Cruz, Sebastiano Caboto e Pedro de Medina.
Il cartografo Diego Gutiérrez fu nominato cosmografo della Casa de la Contratación nel 1554. Altri famosi cosmografi furono Alonso de Chaves, Francisco Falero, Jerónimo de Chaves e Sancho Gutiérrez (fratello di Diego). 
Fino alla fine del XVI secolo, Juan López de Velasco fu il "cosmógrafo mayor" di Siviglia. Elaborò una carta matrice e dodici carte sussidiarie che rappresentavano l'impero spagnolo nel mondo in forma cartografica. Questo risultato superava quanto potevano fare le altre potenze europee di quel tempo, ma rappresentò anche la fine della cartografia spagnola.